# Abarth Classiche 1000 SP
La Abarth 1000 è una autovettura prodotta dalla Abarth, realizzata sulla base della Alfa Romeo 4C e prodotta nello stabilimento di Modena della Maserati per celebrare il 55º anniversario della presentazione dell'auto da corsa Abarth 1000 Sport Prototipo.
È commercializzata in soli 5 esemplari ed è stata presentata Al salone dell'automobile di Padova 2022.

## Il contesto
Prodotta su base 4C (di cui mantiene la meccanica), la Abarth 1000 è una reinterpretazione dell'antenata Fiat Abarth 1000SP. La meccanica rimane pressoché la stessa della 4C.
La vettura venne progettata nel 2009 dagli ingegneri Alfa Romeo e Abarth, ma poi il progetto venne accantonato per poi essere ripreso nel 2021.

## Stile
Lo stile e il design della vettura è opera del Centro Stile Alfa Romeo. L'estetica è un'evoluzione diretta della 1000SP del 1966, gli interni sono disegnati da Emanuel Derta.

### Esterni
La versione definitiva della berlinetta non si discosta dalle linee della 4C, presentata nel 2013 al Salone di Ginevra: le principali differenze riguardano i gruppi ottici frontali, dotati come la 4C di luci LED diurne, e da due fari bi-xeno posti all'interno di una struttura in fibra di carbonio.
Il disegno della vettura presenta forti richiami alla tradizione stilistica Abarth dell'epoca, che di discosta da Abarth Grande Punto e Abarth 500 progettate nello stesso periodo.

### Interni

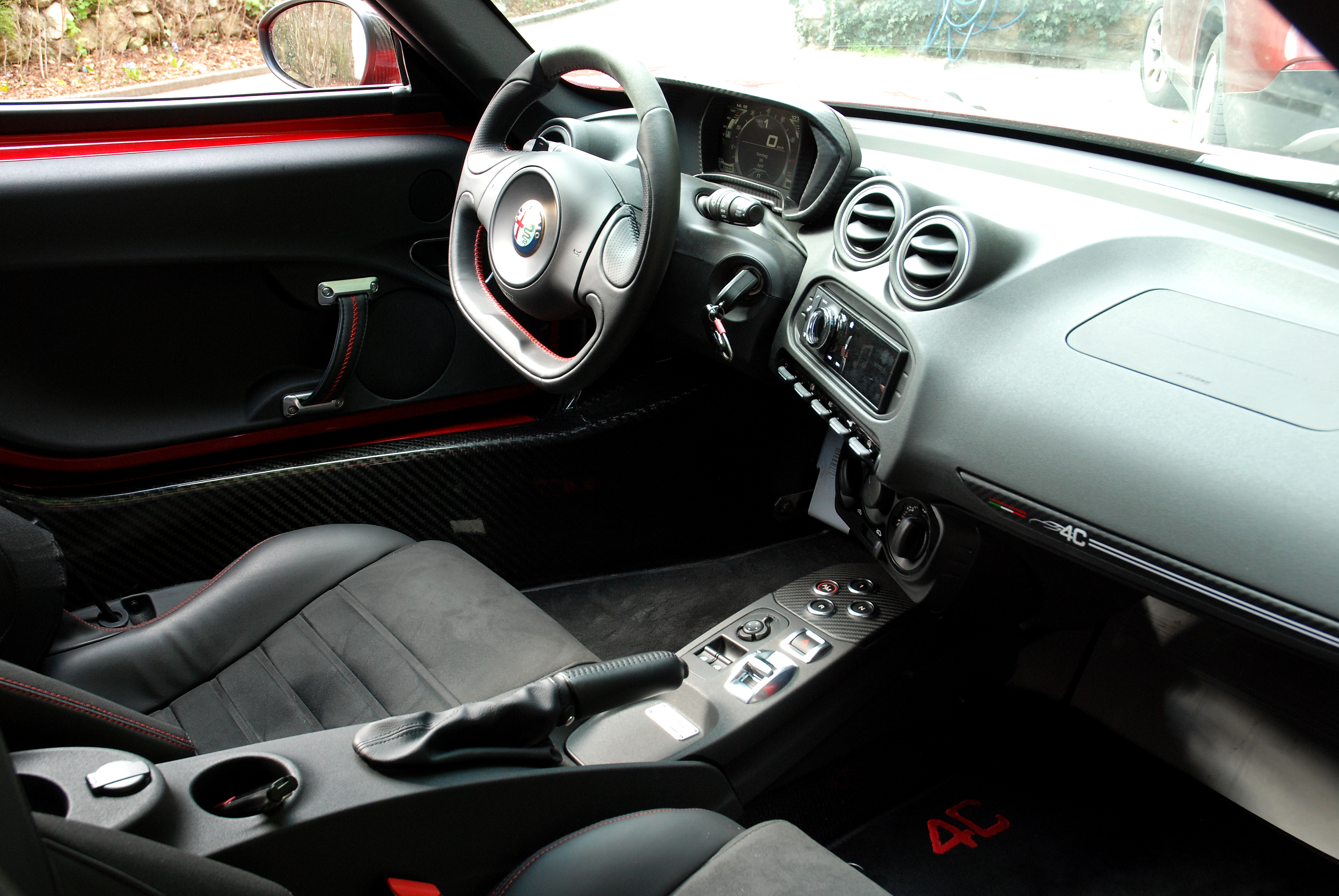
Interni di una Alfa Romeo 4C

Rispetto alla linea esterna quasi totalmente ridisegata, gli interni rimangono gli stessi della 4C. Nell'abitacolo, la plancia – rivolta verso il guidatore – presenta due bocchette circolari; subito dopo vi trovano posto i comandi della radio e infine quelli del climatizzatore. Il volante – a due razze e con la corona appiattita in basso – è di derivazione 500 Abarth e ha delle impunture fatte a mano, con colore a contrasto. I due sedili della Sabelt, a guscio e con il logo della casa impresso sui poggiatesta, sono inframezzati dal tunnel centrale dove trovano posto i tasti di gestione del cambio a doppia frizione Alfa Romeo TCT.
Inoltre gli interni si caratterizzano per la presenza di fibra di carbonio a vista su vari elementi (tra cui i battitacchi), per le maniglie delle portiere in pelle e il quadro strumenti a colori da 7 pollici, completamente digitale e personalizzabile che viene integrato nella plancia dientro il volante.

### Meccanica

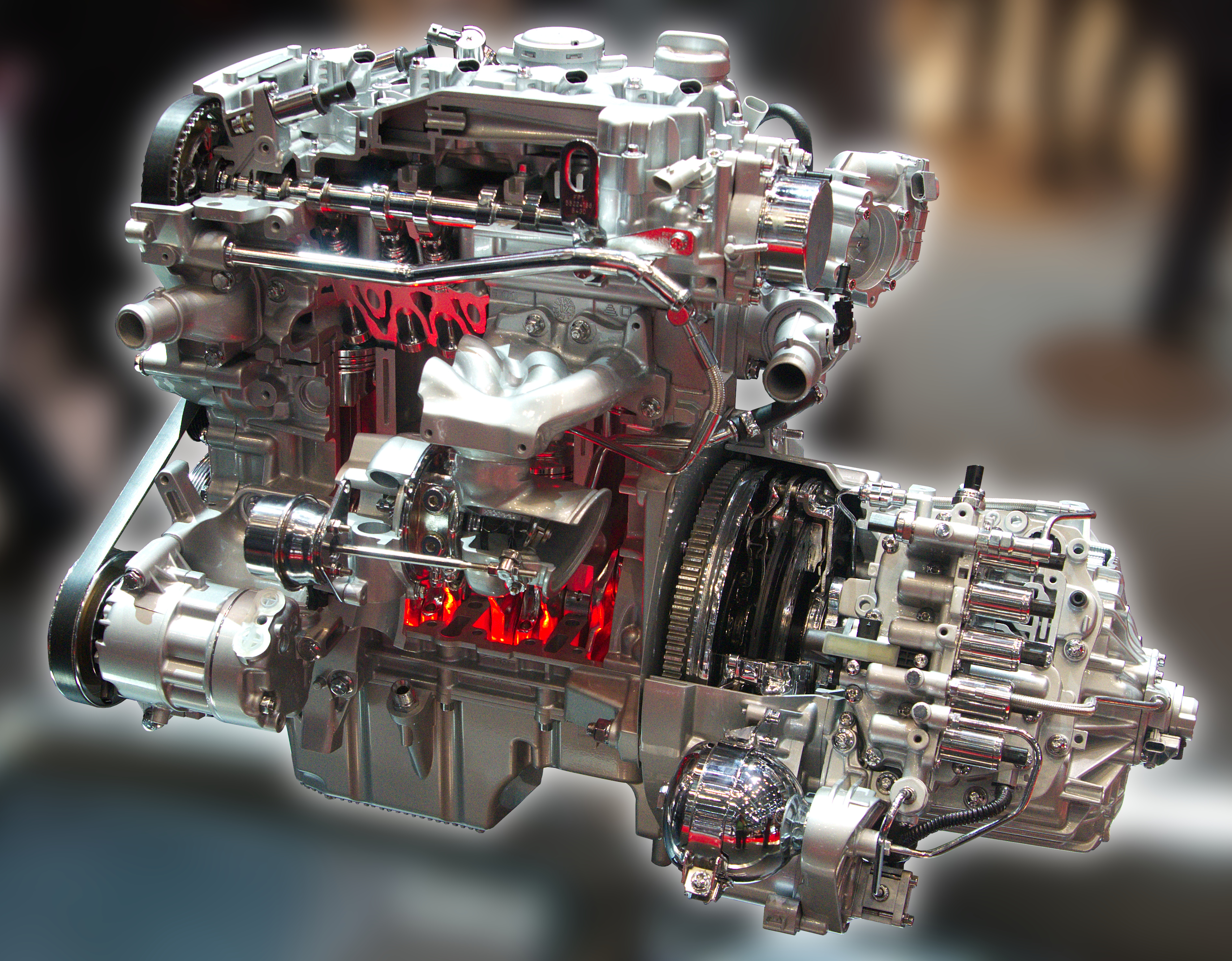
Il motore 1750 TBi

La vettura è equipaggiata con un motore in linea a quattro cilindri a ciclo Otto della 4C e Alfa Romeo Giulietta Quadrifoglio del 2010, turbocompresso con alimentazione a iniezione diretta, dotato di variatore di fase; è costruito integralmente in lega leggera, in modo da contenerne il peso, e alloggiato in posizione centrale-posteriore trasversale. La cilindrata è di 1742 cm³ ed eroga una potenza massima di 240 CV, per una coppia motrice massima di 350 N·m di cui l'80% disponibile già a 1700 giri/minuto; ciò permette secondo la casa, una velocità massima di circa 255 km/h di e una accelerazione da 0 a 100 km/h in 4,5 secondi.
La trasmissione è affidata da un cambio a doppia frizione a secco Alfa Romeo TCT gestibile in modalità sequenziale e per il quale è prevista la funzione launch control. La trazione è posteriore, mentre Il propulsore è derivato dall’unità che equipaggia la Giulietta Quadrifoglio Verde, realizzato però completamente in alluminio, materiale che permette al gruppo motore-cambio di contenere il peso a 135 kg,

### Motorizzazioni
| Modello  | Disponibilità | Motore  | Cilindri         | Cilindrata (cm³) | Potenza (CV) | Coppia Massima (Nm) | Emissioni CO2 (g/km) | 0–100 km/h (secondi) | Velocità max (km/h) | Consumo medio (km/l) | Peso a secco (kg) |
| 1750 TBi | dal 2022      | Benzina | 4 in linea (16V) | 1742             | 240          | 350                 | 157                  | 4,5 (62 M/h)         | 255                 | 14,7                 | 895               |